# 国立先住民保護財団
国立先住民保護財団（こくりつせんじゅうみんほございだん、葡: Fundação Nacional do Índio, FUNAI）は、ブラジルに居住する先住民族の利益と文化を保護するためのブラジル政府の機関。国立インディオ基金とも呼ばれる。

## 概要
法務省の管轄下にあり、土地境界の画定などの先住民に関する問題で先住民の権利を保護することを任務とし、首都ブラジリアに本部を置く。
2018年現在でブラジル国内の107の未接触部族を追跡している。以前は積極的に未接触部族との接触を行ってきたが、近年は飛行機による上空からの観測にとどめている。